# 강수지
강수지(姜修智, 1967년 5월 20일~ )는 대한민국의 가수, 작사가, 방송인이다.

## 생애

### 데뷔 ~ 1990년대 초반
강수지는 1967년 서울특별시 용산구에서 태어나 1981년 보성여자중학교 2학년 재학 시절 가족과 함께 미국 뉴욕으로 이민, 맨하탄 드라마 스쿨을 졸업하였고 1985년부터 뉴욕 한국방송(KBC)의 DJ와 6인조 가스펠 밴드 'New Life'의 리드 싱어로 활동하며 재능을 키웠다. 1988년 《MBC 대학가요제》 미국 동부지역 예선에서 자작곡 '스쳐지나는 사연들'로 예선 금상을 수상하고

당시 대학가요제 MC였던 송승환의 도움으로 연예 분야 진출의 본격 첫 걸음을 내디뎠다.
1989년 가족들을 뉴욕에 두고 100달러만 들고 혈혈단신 영구 귀국한 강수지는
1990년 1집 앨범 '보라빛 향기'로 화려하게 가요계에 작사가와 가수로 데뷔해 그 해 MBC 10대가수 여자 신인상을 수상하며, 인기의 정상을 달렸다.
1991년 발표한 2집에서는 '흩어진 나날들', '시간 속의 향기' 등이 연이어 히트를 하면서 인기 가수로 활동했다.
1992년 MBC 드라마 《매혹》, 영화 《열 아홉 절망끝에 부르는 하나의 사랑 노래》에도 출연하며 노래 외의 재능을 마음껏 발휘하기도 하였다.

### 1990년대 중반 ~ 2000년대
강수지는 1990년대 초반까지의 왕성한 활동과는 달리 90년대 중반에 들어서면서 주춤한 활동을 보이다 1997년에 일본의 스카이 프로덕션에 캐스팅 되어 한국에서의 하강기 곡선을 일본 진출로 변화시키는 전환을 맞았다. 일본에서 뮤지컬 '은하철도 999'의 '크레아'역을 필두로, 2000년까지 5장의 싱글앨범을 발매, 한국에서 히트했던 곡들을 모은 베스트 앨범을 발매하는 등 가수 활동은 물론이며, 일본 TV 프로그램에서 고정 게스트로 혹은 진행자로 자주 출연하는 등 일본에서의 왕성한 활동에 전념하며 국내 활동은 거의 중단한 듯 일본 활동에 주력했다.
2000년 강수지는 대한민국으로 돌아와 간간이 방송 활동을 시작하여 2002년 10집 앨범 'Loveletter Mailed 10 Years Ago'를 발표하였다.

### 결혼과 이혼
강수지는 2001년 5월 치과 의사 황정빈(예비역 대한민국 육군 군의관 대위)과 결혼한 후 딸 1명을 낳고 2006년 11월 합의 이혼하였다.
2018년 5월 23일에 방송인 김국진과 재혼했고 최근에는 화장품과 관련된 사업을 하고있다

## 앨범

### 정규 앨범
- 1990년 1집 《보라빛 향기》 - 보라빛 향기
- 1991년 2집 《흩어진 나날들》 - 흩어진 나날들, 시간 속의 향기
- 1992년 3집 《내 마음 알겠니》 - 내 마음 알겠니
- 1993년 4집 《K》 - 그때는 알겠지
- 1994년 5집 《Susie Kang 5》 - 아름다운 너에게
- 1995년 6집 《Kang Susie 6》 - 흔들리지마
- 1996년 7집 《One & Only》 - 하데스 (오르페우스의 눈물)
- 1997년 8집 《Kissing You》 - 후회
- 1998년 9집 《Wish》 - 하늘이여
- 2002년 10집 《Loveletter Mailed 10 Years Ago》 - 그대 사랑

### 일본 발매
- 1995년 《사랑만으로는 부족해》 (愛だけじゃたりない, Ai dake jya tarinai) 1st 싱글 / 1995.06.16 발매 오리콘 싱글 위클리차트 1주 93위
- 1995년 《Self Selection - 한국 오리지널 송 BEST 12》 (Self Selection - 韓國 オリジナルソング BEST 12) 베스트 앨범 / 1995.09.20 발매 / 국내 발표곡 12곡을 일본에서 편곡하여 다시 녹음
- 1996년 《용기를 주세요》 (勇氣をください, Yuuki o Kudasai) 2nd 싱글 / 1996.04.24 발매
- 1997년 《은하의 끝까지》 (銀河の果てまで, Ginga no hade made) 싱글 / 1997.10.22 발매
- 1998년 《기념일의 식탁》 (記念日の食卓, Kinembi no shokutaku) 3rd 싱글 / 1998.10.03 발매
- 2000년 《Moonlight Dream》 4th 싱글 / 2000.01.26 발매 / 일본 뉴에이지 혼성 그룹 S.E.N.S.의 곡에 피쳐링 참여 / 영화 '이치겐상'의 주제곡

### 싱글 & 베스트 앨범
- 1993년 《Blue Story of Susie Kang》 베스트 앨범 / 신세계음향공업
- 1995년 《For You》 싱글 / 1995.11 발매 / 서울음반
- 1996년 《Kang Susie Best》 베스트 앨범 / 1996.08.01 발매 / 킹레코드
- 2002년 《Kang Susie Best One~Nine + Single》 베스트 앨범 / 2002.09.01 발매 / 예전미디어
- 2009년 《Thanks Always》 디지털 싱글 / 2009.01.06 발매 / 로엔엔터테인먼트
- 2010년 《추억은 눈꽃처럼》 디지털 싱글 / 2010.01.27 발매 / 네오위즈벅스

### 참여 앨범
- 1992년 MBC 《창작동요 대상곡 모음집》 - 봄
- 1997년 이승환 《His Ballad》 - 그들이 사랑하기까지 (duet with 강수지)
- 1999년 정재형 1집 : 《기대 (期待)》 - 이별의 끝에서 (feat. 강수지)
- 2000년 강태욱 1집 : 《Say》 - 시작 (duet with 강수지)
- 2005년 신혜성 1집 : 《五.月.之.戀 (오월지련)》 - Buen Camino (feat. 강수지)
- 2006년 듀크(DUKE) 《The Rebirth Of Duke》 - Superman (feat. 강수지)
- 2009년 제이한(J.H) 《U & I》 - You & I (feat. 강수지)

## 일본 활동
- 1997년 사진집 'Juliet' 발표
- 1997년 The Musical Galaxy Express 999 공연. '크레아'역
- 1998년 NTV '로미히' MC
- 1998년 NTV '메렝게노 기모찌' MC
- 1999년 Yokohama FM Radio 'Omega After The Sunset' DJ
- 1999년 TBS 가을 특집 드라마 '교습소 이야기 (教習所物語)'
- 1999년 사진집 '戀心 (연심)' 발표 (호주 로케이션)

## 라이브 콘서트
- 1991년 Live Concert - 삼풍백화점 아트홀 (첫 콘서트)
- 1994년 Live Concert 'Appeal 94' - 낙산소극장 (두 번째 콘서트)
- 1994년 Live Concert - 대학로 라이브 극장 (세 번째 콘서트)
- 1996년 Live Concert - 롯데호텔 크리스탈 볼륨 (네 번째 콘서트)
- 1998년 Live Concert - 대학로 라이브 극장 (다섯 번째 콘서트)
- 2000년 Live Concert - 원미연, 강수지 콘서트
- 2012년 Live Concert - 원미연, 강수지 콘서트 '우정의 무대'
- 2019년 Live Concert - 수지클래스 2019 가을 학기 (여섯 번째 콘서트)
- 2023년 Live Concert - Kang Susie 90s Retro Concert(일곱 번째 콘서트)

## 음반 외 활동
- 1990년 코오롱모드 '캐스캐이드' CF
- 1990년 신영와코루 '에띠앙' CF
- 1990년 롯데칠성음료 '밀키스' CF (박중훈)
- 1990년 롯데푸드 '구구콘' CF (최수종)
- 1991년 영화 《열 아홉의 절망 끝에 부르는 하나의 사랑 노래》 ... 채옥 역
- 1991년 수필집 《어두운 마음에 불을 켠 이름하나》
- 1991년 인켈 미니콤포넌트 '핌코' CF
- 1991년 이랜드 CF
- 1991년 MBC 어린이날 특집극 《엄마를 찾습니다》
- 1992년 해태htb '조이젤' CF (최병서)
- 1992년 MBC 미니시리즈 《매혹》 ... 윤사월 역
- 1992년 롯데제과 '애플파이' CF
- 1993년 마이크로 '카멜레온 샤프' CF
- 1994년 KBS 2TV 《생방송 게임천국》
- 1996년 KBS 1TV 《TV는 사랑을 싣고》
- 1996년 캐치원(현 캐치온) 《강수지의 Movie Pops》 VJ
- 1997년 KBS 방송 70주년 특별기획드라마 《파랑새는 있다》 ... 신희경 역
- 1998년 MBC 일일시트콤 《남자 셋 여자 셋》
- 2000년 이오시마 화장품 CF
- 2000년 KBS 《夜! 한밤에 - 싱글파티》
- 2002년 KBS 2FM 《강수지의 가요광장》 DJ (2002.07.17~2003.04.18)
- 2005년 KBS 2TV 일일시트콤 《사랑도 리필이 되나요?》
- 2010년 MBC every1 《가족이 필요해 시즌4》
- 2010년 TBS-FM 《허참, 강수지의 행복합니다 보관됨 2019-03-29 - 웨이백 머신》 DJ (2010.03.29~2011.03.11)
- 2011년 TBS-FM 《강수지의 밤으로의 여행》 DJ (2011.03.14~2012.03.25)
- 2013년 KBS 해피FM 《강수지의 메모리즈》 DJ (2013.12.23~2014.04.06)
- 2014년 MBN 《엄지의 제왕》 게스트
- 2014년 MBC 《별바라기》 8회 게스트 (2014.06.19 ~ 2014.09.18)
- 2015~2018년 SBS 《불타는 청춘》
- 2015년 '맥스픽스 임플란트' CF
- 2016년 CBS 표준FM 《오후의 향기 강수지입니다》 DJ (2016.04.25~2017.04.30)
- 2016~2017년 현대약품 '케라네일' CF
- 2017년 드마리스 (프리미엄 씨푸드뷔페) 모델
- 2018년 MBC 《할머니네 똥강아지》 MC
- 2018년 TV조선 《사랑은 아무나 하나》 내레이션 (39회부터 목소리 출연)
- 2019년 KBS 한민족방송 《팝스 프리덤》 DJ (2019.01~2020.05)
- 2020년 MBN 《자연스럽게》 MC
- 2020년 MBC 표준FM 《원더풀 라디오 강수지입니다》 DJ (2020.05 ~ 2021.05)
- 2022년 TV조선 《조선의 사랑꾼》MC
- 2023년 MBC 《황금어장 라디오스타》 게스트
- 2023년 MBC 《전지적참견시점》 게스트
- 2023년 KBS 2TV 《옥탑방의 문제아들》 게스트
- 2024년 TV조선 《역전의 가족》MC

## 수상 경력

### 시상식
| 연도   | 수상 내역 |
| ------ | --- |
| 1990년 | - MBC 10대 가수 여자 신인 가수상                                                                                           |
| 1991년 | - KBS 가요대상 본상 - MBC 10대 가수상 - SBS 서울가요대상 본상 - 골든 디스크 시상식 - SKC 인기 가수상                       |
| 1992년 | - KBS 가요대상 본상 - MBC 10대 가수상 - SBS 서울가요대상 본상 - 뮤직박스 가요대상 여자 가수상 - 제20회 동경가요제 대회장상 |
| 2015년 | - SBS SAF 연예대상 - 베스트 커플상                                                                                         |
| 2017년 | - SBS 연예대상 우수상 버라이어티 부문 《불타는 청춘》                                                                      |
| 2020년 | - MBC 연예대상 라디오부문 신인상                                                                                           |

### 가요 프로그램 1위
| 연도            | 수상 내역 (총 4회) |
| --------------- | --- |
| 1991년 (총 3회) | - 흩어진 나날들 (총 3회) - 10월 11일 문화방송 《여러분의 인기가요》 1위 - 10월 18일 문화방송 《여러분의 인기가요》 1위 (2주 연속) - 11월 8일 문화방송 《여러분의 인기가요》 1위 (통산 3주) |
| 1992년 (총 1회) | - 시간속의 향기 (총 1회) - 1월 31일 문화방송 《여러분의 인기가요》 1위 |

## 같이 보기
- 하수빈
- 김국진
- 김완선
- 원미연